# Margareta Stuart av Skottland

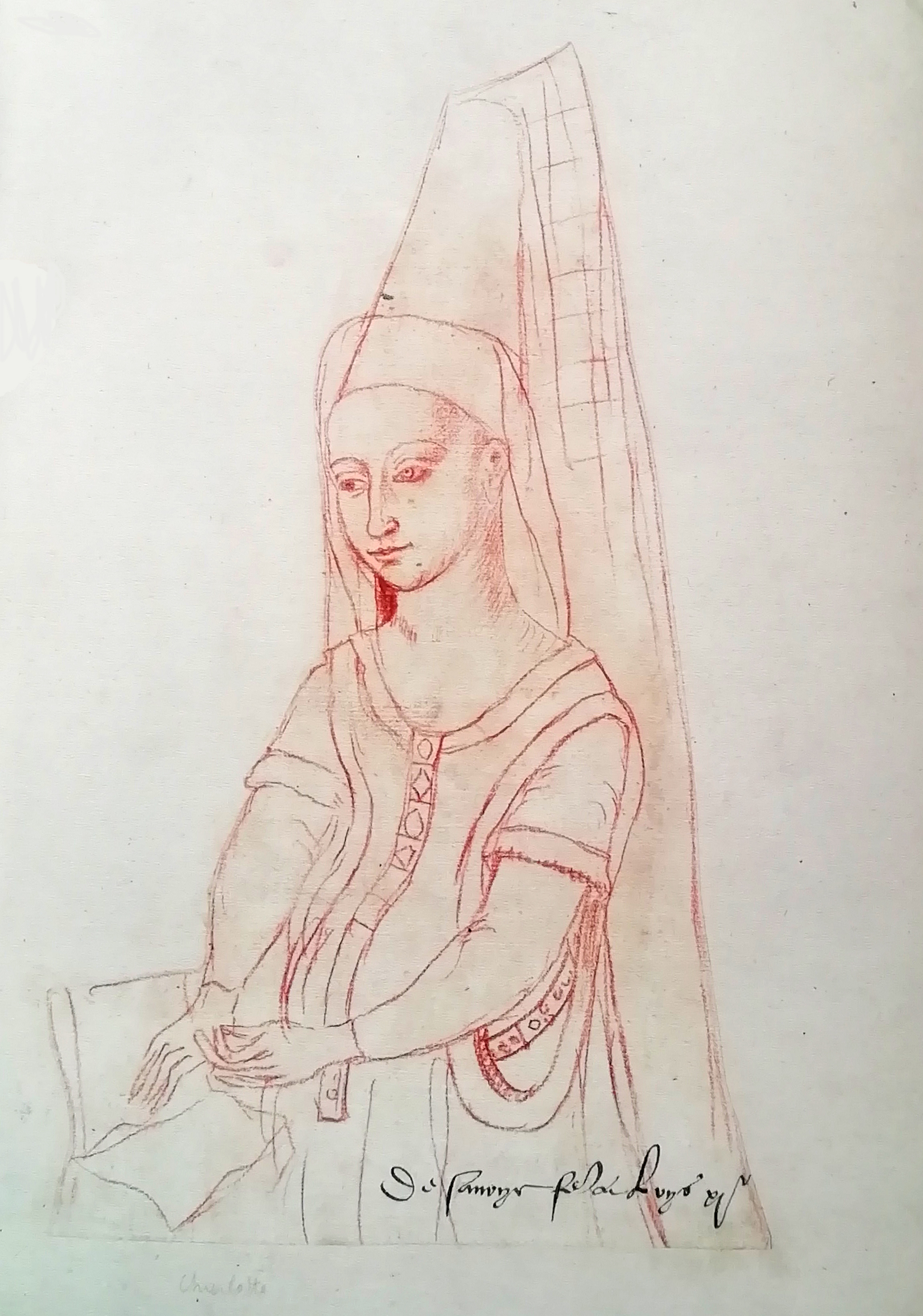
Margareta Stuart av Skottland

Margareta Stuart av Skottland, född 25 december 1424, död 16 augusti 1445, var en fransk kronprinsessa, gift med Ludvig XI av Frankrike. Hon var dotter till Jacob I av Skottland och Johanna Beaufort.

## Biografi
Margareta blev utvald som brud åt Ludvig av diplomatiska skäl. Hon blev vid elva års ålder gift med den trettonårige Ludvig i Tours den 25 juni 1436. Bröllopets enkelhet, det faktum att Ludvig bar ridkläder vid ceremonin och att Margaretas skotska hov skickades tillbaka till Skottland direkt efter vigseln sågs som en förolämpning av Skottland. 
Margareta beskrivs som en tillgjord skönhet, som sin svärfars favorit och ett centrum i hovets sällskapsliv; hon skrev också poesi och musik. Relationen mellan Margareta och Ludvig var välkänt olycklig: Ludvig skall ha tyckt illa om henne eftersom äktenskapet tvingats på honom av fadern, som Margareta stödde i allt mot Ludvig. Hon skall ha burit korsetter, ätit gröna äpplen och druckit vinäger för att undvika graviditet. Makens anhängare, och svärfaderns favorit Jamet de Tillay, spred rykten om att hon skulle ha älskare, vilket förorsakade henne en depression. 
Margareta är berömd för legenden om att poeten Alain Chartier skall ha kysst henne i sömnen: det anses vara osannolikt med tanke på ålder och plats, och Anna av Bretagne nämns också i stället för henne. 
Hon avled i en lunginflammation hon skall ha ådragit sig efter att ha klätt av sig naken i en stenkammare efter en het ridtur. Hon dog yrande om att hon var oskyldig till alla de rykten som spreds om henne, och anklagade Tillay för att ha dödat henne med ord. Då man bad henne bli frisk och leva svarade hon: "Jag struntar i livet! Tala inte mer om det med mig!"